# Жоао Песоа
Жоао Песоа (порт. João Pessoa) град је у Бразилу у савезној држави Параиба. Према процени из 2007. у граду је живело 674.971 становника.

## Становништво
Према процени из 2007. у граду је живело 674.971 становника.
| 1991.   | 2000.   |
| ------- | ------- |
| 497,600 | 597,934 |

## Партнерски градови
- Овар